# Penny (moneta pre-decimale britannica)
Il Penny (abbreviato d., dal latino denarius) fu una moneta pre-decimale britannica, quella dalla vita più lunga, essendo stata coniata per la prima volta sotto i sovrani anglo-sassoni nel VII secolo e fino al 1970. Dal 1971 viene coniata una moneta decimale dall'identico nome e valore, la quale però è inserita in un sistema decimale dove 100 pence formano una sterlina, mentre in precedenza ogni sterlina era suddivisa in 20 scellini, ciascuno del valore di 12 pence, pertanto erano necessari 240 pence per formare una sterlina.
Originariamente una moneta d'argento, il Penny rimase tale fino alla metà del XVIII secolo circa. Il primo penny di rame fu coniato nel 1797 e, dopo il 1820, le uniche monete d'argento da un penny sono state le cosiddette Maundy money.

## Storia

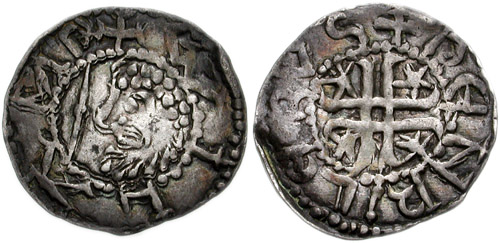
Penny di Enrico I del 1205

I primi Penny furono prodotti sotto Heaberht del Kent ed Offa di Mercia, ad imitazione del denier che i Franchi avevano coniato per la prima volta nel 755. Più tardi, quando Edgardo divenne re d'Inghilterra nel 959, l'uso di questa moneta d'argento si diffuse in tutto il territorio da lui controllato e, fino all'epoca di Enrico III, fu praticamente la sola moneta coniata in Inghilterra.
Nel Medioevo erano attive molte zecche (addirittura 60 sotto Stefano) che coniavano penny con tipi a volte anche molto diversi le une dalle altre. L'iconografia del diritto prevedeva l'effigie reale, circondata dalla titolatura, mentre al rovescio era una piccola croce, più tardi estesa fino a toccare i bordi della moneta sotto Enrico III. Questo disegno era tipico di molte monete europee derivate dal denier.
Sotto Carlo II furono coniati per l'ultima volta i cosiddetti hammered penny, i penny martellati, in seguito la coniazione venne meccanizzata. Al giorno d'oggi, questi piccoli penny d'argento vengono prodotti per il cerimoniale detto Maundy money.

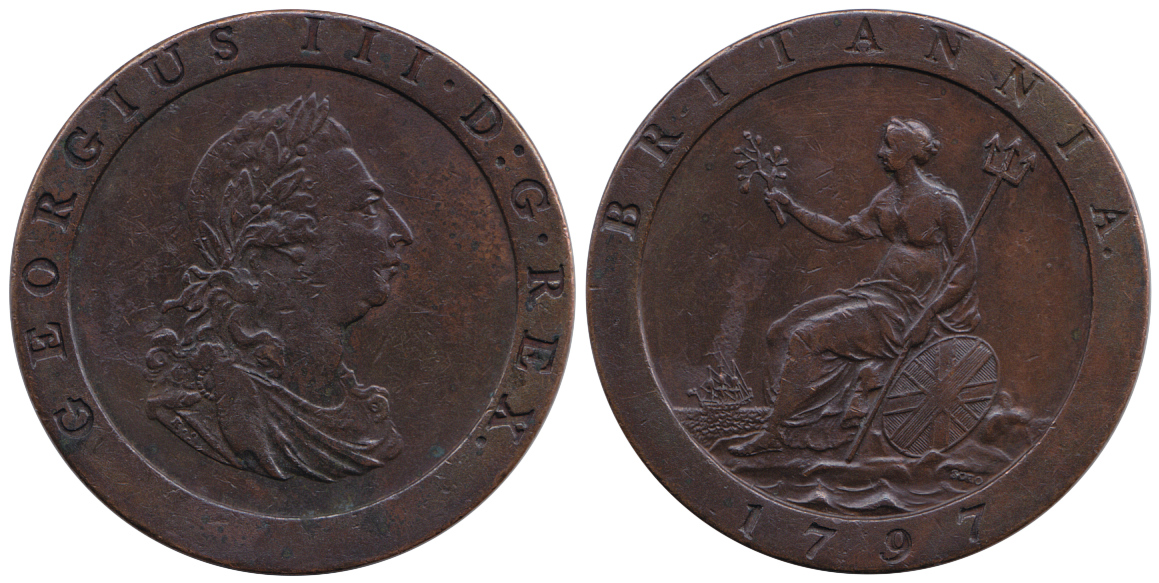
Penny del 1898, Giorgio III, tipo "Cartwheel Penny".

Nel 1797 fu prodotto il primo penny in rame, il famoso Cartwheel Penny, grazie all'idea di Matthew Boulton, che ottenne dalla Corona l'autorizzazione a coniare le sue monete, con macchinari meccanici e per la prima volta con bordo perfettamente circolare, nella sua zecca di Soho (Birmingham). Questa imponente moneta raffigurava al diritto il re Giorgio III volto a destra, con busto laureato e drappeggiato e recava la legenda GEORGIUS III.D:G.REX. ed al rovescio la Britannia seduta sulle onde marine, con uno scudo ovale raffigurante la Union Jack, un tridente nella mano sinistra ed un ramo d'olivo nella destra; in lontananza il mare è solcato da un vascello. In alto BRITANNIA, in esergo la data. Questa moneta pesava un'oncia, vale a dire 28,3 grammi ed aveva un diametro di ben 36 millimetri, il che spiega perché molte monete siano state riciclate come utensili domestici quando il loro grado d'usura rendeva impossibile la circolazione. Di questa moneta esistono moltissime varianti per quanto riguarda il disegno, specialmente del rovescio. Tra il 1806 ed il 1808 un nuovo disegno, leggermente diverso, venne introdotto ed il peso fu sensibilmente ridotto, portandolo a 18,9 grammi. Poiché all'epoca le monete britanniche non portavano l'indicazione del valore, gli Halfpenny del 1799 sono spesso confusi con penny, in quanto avevano quasi le stesse dimensioni di quelli prodotti nel primo scorcio del XIX secolo. Boulton operò diverse modifiche ai conii mentre era in vita, tra cui quella del 1805 con la legenda BRITANNIARUM., per la quale si conoscono solamente delle prove. Più tardi le matrici vennero cedute a W. J. Taylor, che le acquistò nel 1848 ed operò a sua volta delle modifiche, spesso difficili da distinguere dalle monete più vecchie.
Penny non furono più prodotti sino al 1825, sotto Giorgio IV, con un disegno differente, nel quale la Britannia era girata verso destra e non verso sinistra come in precedenza. Furono coniate monete anche nel 1826 e nel 1827, con diverse varianti nella posizione della croce di San Patrizio sullo scudo al rovescio. Queste monete pesano 18,8 grammi ed hanno un diametro di 34 millimetri.
Il suo successore Guglielmo IV coniò penny nel 1831, 1834 e 1837; monete datate 1836 sono talvolta indicate nei cataloghi, ma manca una prova della loro esistenza.

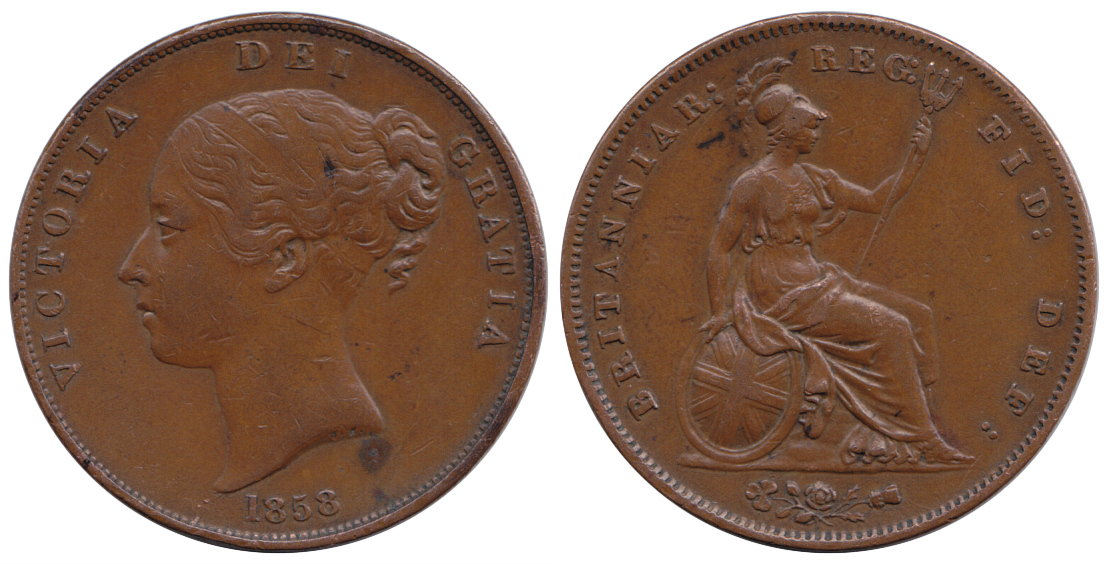
Penny di regina Vittoria del 1858.

Nel 1839 cominciò la produzione di penny a nome della regina Vittoria. Il primo tipo, durato 11 anni, recava al diritto il ritratto giovanile della sovrana volta a sinistra, con la legenda VICTORIA DEI GRATIA e la data in esergo; al rovescio la Britannia, volta a destra, seduta sullo scudo recante l'impronta della bandiera nazionale, la legenda BRITANNIAR: REG: FID: DEF: e, in esergo, una combinazione floreale composta dalla rosa Tudor, dal quadrifoglio irlandese e dal cardo scozzese. Questa moneta è considerata una delle più belle della monetazione britannica e mondiale. Esistono numerose varianti che riguardano la forma del tridente e la disposizione delle lettere nella legenda del rovescio.
A partire dal 1860 il penny fu coniato in bronzo e non più in rame. Le monete in rame cessarono di avere corso legale il 31 dicembre 1869 e vennero cambiate al valore facciale fino al 30 luglio 1873, dopodiché cessarono di essere accettate.
Le nuove monete, di diametro inferiore (30,81 mm) e spessore notevolmente ridotto, erano note col nomignolo Bun Penny in virtù del colore scuro della lega di bronzo. Il peso venne dimezzato, portandolo a 9,4 grammi, in modo che una da una libbra di metallo fosse possibile ricavare 48 monete. Nessun'altra modifica di peso, diametro o spessore avvenne nella storia del penny pre-decimale. Le monete erano composte da una lega di rame (95%), stagno (4%) e zinco (1%) mutuata dalla Francia, che l'aveva introdotta nel 1852 per le proprie monete spicciole. Il disegno del rovescio, raffigurante la Britannia seduta e rivolta a destra, con scudo e tridente, e la data in esergo rimase pressoché identico fino al 1970. Numerose prove erano state realizzate prima dell'adozione del tipo definitivo. Esistono varianti nella perlinatura del cerchio, talvolta esterna talvolta interna, nonché monete con perlinature diverse dal dritto al rovescio. Il ritratto della regina al diritto cambiò 8 volte durante il lungo regno di Vittoria, terminato nel 1901. Complessivamente sono note 14 varianti del disegno al rovescio.
Questa moneta fu coniata ogni anno dal 1860 al 1894. Negli anni 1874, 1875, 1876, 1881 e 1882 alcune monete furono coniate nella zecca di Heaton, così come le denominazioni inferiori, l'Halfpenny ed il Farthing. Particolarmente rari sono i penny del 1882 senza segno di zecca, laddove questo non si è cancellato per l'usura dovuta alla circolazione. Dal 1895 al 1901 fu coniato il Veiled Head Penny, così detto perché la testa di Vittoria al diritto era coperta da un velo.
Nel 1902 salì al trono Edoardo VII. Per quella data, esistono due conii diversi con un diverso livello del mare al rovescio. Dal 1903 al 1910 fu preferito il conio con livello più alto. Per la data 1903 è nota una versione con cifra 3 della data diversa, inoltre nel 1905 il conio fu modificato e si differenzia per la disposizione delle lettere nella parola PENNY. Nel 1908 vennero modificati sia il diritto che il rovescio.

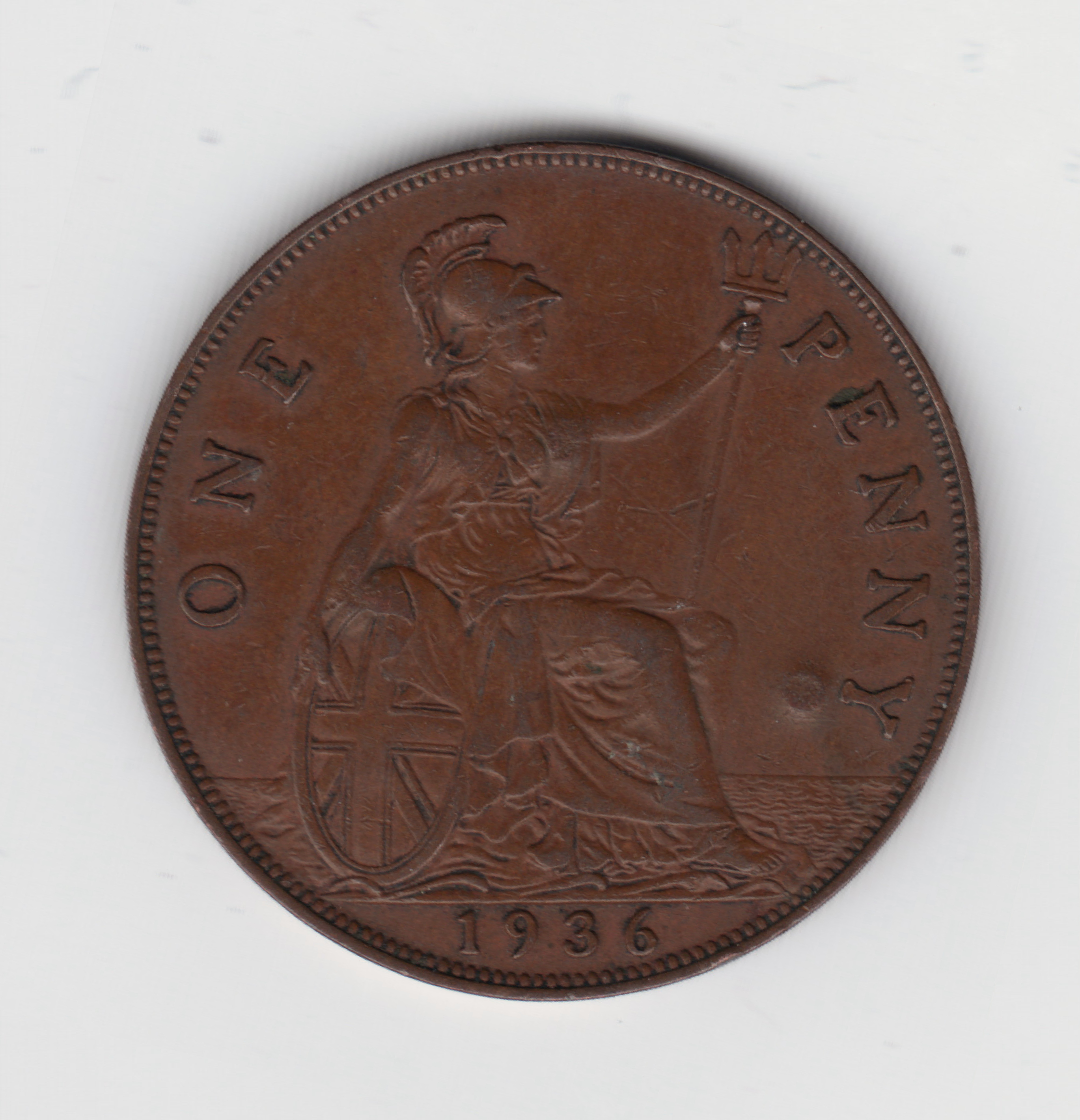
Il rovescio di un penny del 1936

Giorgio V produsse penny in ogni anno del suo regno, a partire dal 1911. Nel 1912, 1918 e 1919 si dovette far ricorso alla zecca di Heaton per coniare parte del quantitativo, inoltre nel biennio 1918-1919 alcune monete furono realizzate in un terzo stabilimento (Kings Norton Metal Company) e portano il segno di zecca KN. Nuove modifiche al conio erano state adottate nel 1913. Nel 1922 fu prodotta una rara varietà con bordo perlinato simile a quello adottato dal 1927.
Dal 1923 al 1925 la coniazione fu sospesa per la prima volta dal 1852. Poiché la testa del re al diritto era molto profonda, al rovescio delle monete compariva spesso un'ombra detta effetto ghosting. Per ovviare a questo inconveniente, nel 1926 la coniazione riprese con una lega leggermente diversa, in cui il contenuto di stagno era sceso al 3%, il rame salito al 95,5% e lo zinco all'1,5%. Contemporaneamente, l'effigie reale fu modificata (e poi nuovamente nel 1928) in modo meno profondo.
Nel 1933 furono coniati pochissimi pezzi, quasi tutte prove. Tre di esse vennero inserite nelle pietre fondanti di edifici inaugurati dal re, come la chiesa di Santa Croce a Middleton; esistono poi prove con un ritratto di Giorgio V diverso. Si tratta di una delle monete più rare nella numismatica britannica.
Sotto Edoardo VIII si ebbe il tempo di realizzare solamente poche monete, datate 1937, che vennero distrutte poiché il sovrano abdicò prima dell'incoronazione. Sul rovescio venne reintrodotto il faro, eliminato alla fine dell'Ottocento.

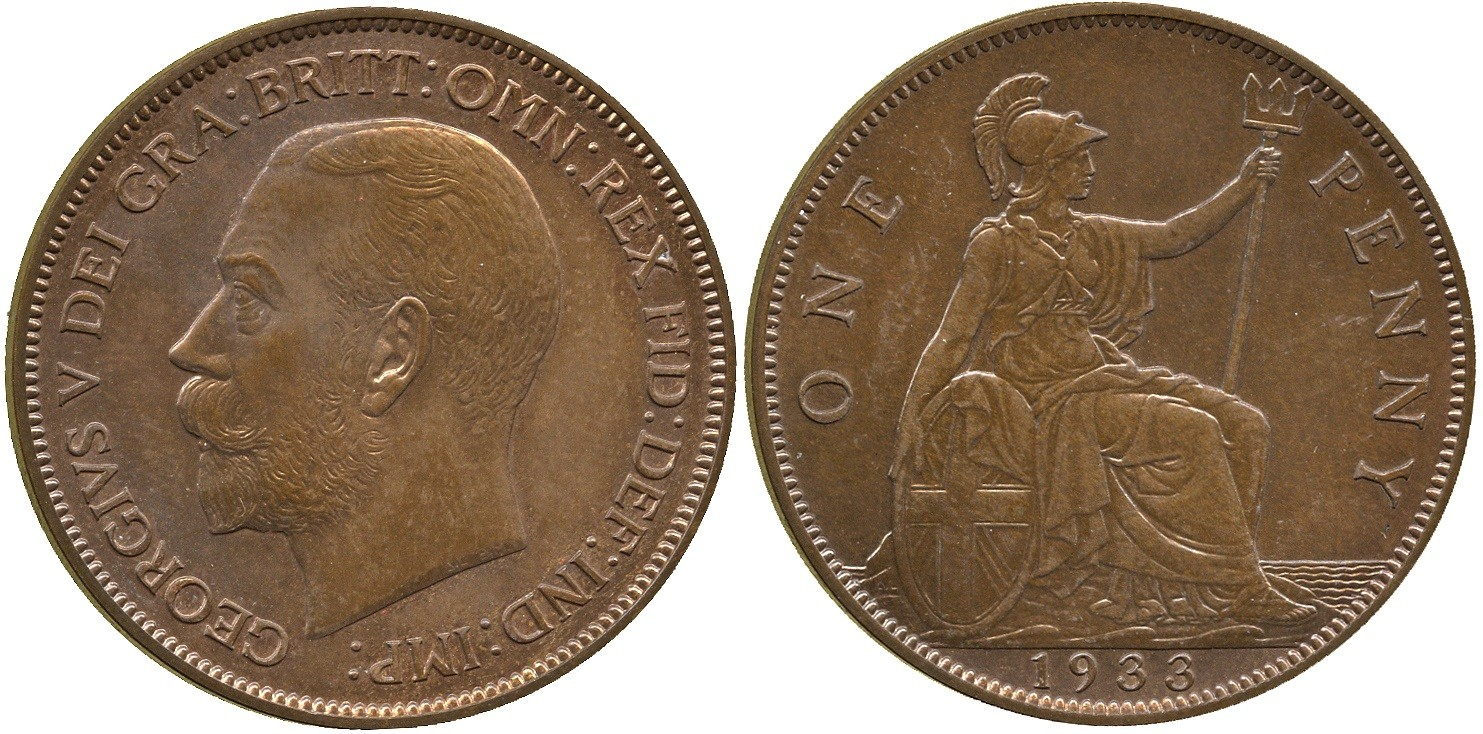
Il raro penny di prova del 1933

Durante la prima parte del regno di Giorgio VI furono coniati penny ogni anno dal 1937 al 1940. Grazie all'introduzione del Threepence in nichel, la domanda di monete da un penny diminuì, tanto che i pochi pezzi prodotti fino al 1944 continuarono a portare la data del 1940. Proprio nel 1944 la composizione fu modificata (97% Cu, 0,5% Sn, 2,5% Zn) ma l'anno seguente venne ripristinata quella tradizionale. Queste monete tendevano ad assumere una colorazione rosata e, per ovviare allo spiacevole effetto, venivano scurite artificialmente. Nel 1937 e nel 1940 vennero apportate modifiche minori al conio.
A causa della diminuita domanda, sia nel 1950 che nel 1951 i penny furono prodotti solamente per l'utilizzo nelle colonie. Le tirature molto basse e la destinazione (per la maggior parte Bermuda) hanno reso questa moneta introvabile in circolazione. Per il 1952 è noto un solo esemplare di prova.
Quando Elisabetta II salì al trono la domanda di penny era ancora bassa. Le monete datate 1953 furono inserite nelle serie commemorative dell'incoronazione, talvolta queste serie vennero aperte e le monete raggiunsero la circolazione. Un esemplare del penny del 1953 ha al rovescio la perlinatura come nelle monete di Giorgio VI, probabilmente una prova. L'anno seguente furono coniate solo monete di prova per testare i cambiamenti apportati al conio, ne è sopravvissuto un solo esemplare. Quindi la coniazione fu interrotta e riprese solamente nel 1961. Da allora e sino al 1967 enormi quantità di monete furono coniate per soddisfare una domanda tornata a salire, più per speculazione che altro. La composizione tornò ad essere quella del 1944 ed il rovescio utilizzato era simile a quello delle monete di Giorgio VI. In previsione della decimalizzazione della sterlina, il penny non fu più coniato, tranne che nel 1970 e solamente in versione proof.
Come tutte le altre monete pre-decimali sopravvissute, il penny fu demonetizzato il 31 agosto 1971.

## Pezzi coniati

### Giorgio IV
| Anno | Zecca  | Pezzi coniati | Note                     |
| ---- | ------ | ------------- | ------------------------ |
| 1825 | Londra | 1 075 000     | Esiste in versione proof |
| 1826 | Londra | 5 914 000     | Esiste in versione proof |
| 1827 | Londra | 1 452 000     |                          |

### Guglielmo IV
| Anno | Zecca  | Pezzi coniati | Note            |
| ---- | ------ | ------------- | --------------- |
| 1831 | Londra | 806 000       | .W.W. in incuso |
| 1834 | Londra | 323 000       | W.W. in incuso  |
| 1835 | Londra | 175 000       |                 |

### Vittoria
| Anno | Zecca  | Pezzi coniati | Note |
| ---- | ------ | ------------- | --- |
| 1841 | Londra | 914 000       | Esiste una variante senza i due punti dopo REG Esiste in versione proof                                 |
| 1843 | Londra | ?             | Esiste una variante senza i due punti dopo REG                                                          |
| 1844 | Londra | 215 000       | Esiste in versione proof                                                                                |
| 1845 | Londra | 323 000       | |
| 1846 | Londra | 484 000       | Esiste una variante con i due punti più lontani da REG                                                  |
| 1847 | Londra | 430 000       | Esiste una variante con i due punti più lontani da REG                                                  |
| 1848 | Londra | 161 000       | Esistono varianti con data ribattuta                                                                    |
| 1849 | Londra | 269 000       | |
| 1851 | Londra | 269 000       | Esiste una variante con i due punti più lontani da REG                                                  |
| 1853 | Londra | ?             | Esistono varianti nel disegno del tridente Esiste in versione proof                                     |
| 1854 | Londra | 6 559 000     | Esistono varianti nel disegno del tridente Esistono varianti con data ribattuta                         |
| 1855 | Londra | 5 274 000     | Esistono varianti nel disegno del tridente                                                              |
| 1856 | Londra | 1 212 000     | Esistono varianti nel disegno del tridente Esiste in versione proof                                     |
| 1857 | Londra | 753 000       | Esiste una variante con lettere più piccole                                                             |
| 1858 | Londra | ?             | Esistono varianti con lettere più o meno piccole, con o senza W e con data ribattuta                    |
| 1859 | Londra | 1 075 000     | Esistono varianti con data ribattuta                                                                    |
| 1860 | Londra | 505 300       | Nuovo conio di diritto Esistono moltissime varianti, nonché 32 000 pezzi coniati con il vecchio diritto |
| 1861 | Londra | 36 449 000    | Esistono moltissime varianti                                                                            |
| 1862 | Londra | 50 534 000    | Esistono moltissime varianti                                                                            |
| 1863 | Londra | 28 063 000    | Esistono moltissime varianti                                                                            |
| 1864 | Londra | 3 441 000     | |
| 1865 | Londra | 8 602 000     | |
| 1866 | Londra | 9 999 000     | Esiste in versione proof                                                                                |
| 1867 | Londra | 5 484 000     | Esiste in versione proof                                                                                |
| 1868 | Londra | 1 183 000     | Esiste in versione proof                                                                                |
| 1869 | Londra | 2 580 000     | |
| 1870 | Londra | 5 695 000     | |
| 1871 | Londra | 1 290 000     | |
| 1872 | Londra | 8 495 000     | Coniato anche 1 pezzo di prova                                                                          |
| 1873 | Londra | 8 494 000     | |
| 1874 | Londra | 5 622 000     | Nuovo conio di diritto Esiste una variante con data più piccola                                         |
| 1874 | Heaton | 6 666 000     | Nuovo conio di diritto Esiste una variante con data più grande                                          |
| 1875 | Londra | 10 691 000    | Coniato anche 1 pezzo di prova Esiste una variante con data più piccola                                 |
| 1875 | Heaton | 753 000       | Esiste in versione proof                                                                                |
| 1876 | Heaton | 11 075 000    | Esiste una variante con data più piccola Esiste in versione proof                                       |
| 1877 | Londra | 9 625 000     | Esiste una variante con data più piccola Esiste in versione proof                                       |
| 1878 | Londra | 2 764 000     | Esistono varianti con data più piccola Esiste in versione proof                                         |
| 1879 | Londra | 7 666 000     | Coniato anche 1 pezzo di prova Esistono varianti con data più piccola Esiste in versione proof          |
| 1880 | Londra | 3 001 000     | Esistono numerose varianti Esiste in versione proof                                                     |
| 1881 | Londra | 2 302 000     | Esistono numerose varianti Esistono versioni con lo scudo colorato Esiste in versione proof             |
| 1881 | Heaton | 3 763 000     | Esiste in versione proof                                                                                |
| 1882 | Heaton | 7 526 000     | Esiste in versione proof con piccole varianti                                                           |
| 1883 | Londra | 6 237 000     | Esiste in versione proof                                                                                |
| 1884 | Londra | 11 703 000    | Esiste in versione proof                                                                                |
| 1885 | Londra | 7 146 000     | Esiste in versione proof                                                                                |
| 1886 | Londra | 6 088 000     | Esiste in versione proof                                                                                |
| 1887 | Londra | 5 315 000     | |
| 1888 | Londra | 5 125 000     | |
| 1889 | Londra | 12 560 000    | Esistono piccole varianti Esiste in versione proof                                                      |
| 1890 | Londra | 15 331 000    | Esiste in versione proof                                                                                |
| 1891 | Londra | 17 886 000    | Esiste in versione proof                                                                                |
| 1892 | Londra | 10 502 000    | Esiste in versione proof                                                                                |
| 1893 | Londra | 8 162 000     | Esiste in versione proof                                                                                |
| 1894 | Londra | 3 883 000     | |
| 1895 | Londra | 5 396 000     | Nuovo ritratto al diritto Esistono piccole varianti Esiste in versione proof                            |
| 1896 | Londra | 24 147 000    | Esiste in versione proof                                                                                |
| 1897 | Londra | 20 757 000    | Esiste una variante con livello più alto del mare Esiste in versione proof                              |
| 1898 | Londra | 14 297 000    | |
| 1899 | Londra | 26 441 000    | |
| 1900 | Londra | 31 778 000    | |
| 1901 | Londra | 22 206 000    | Esiste in versione proof                                                                                |

### Edoardo VII
| Anno | Zecca  | Pezzi coniati | Note                                                                          |
| ---- | ------ | ------------- | ----------------------------------------------------------------------------- |
| 1902 | Londra | ?             | Nuovo conio di rovescio con orizzonte più alto, esistono entrambe le varianti |
| 1903 | Londra | 21 415 000    |                                                                               |
| 1904 | Londra | 12 913 000    |                                                                               |
| 1905 | Londra | 17 784 000    |                                                                               |
| 1906 | Londra | 37 990 000    |                                                                               |
| 1907 | Londra | 47 322 000    |                                                                               |
| 1908 | Londra | 31 506 000    | Coniati anche 3 pezzi di prova                                                |
| 1909 | Londra | 19 617 000    |                                                                               |
| 1910 | Londra | 29 549 000    |                                                                               |

### Giorgio V
| Anno | Zecca  | Pezzi coniati | Note                                                                          |
| ---- | ------ | ------------- | ----------------------------------------------------------------------------- |
| 1911 | Londra | 23 079 000    |                                                                               |
| 1912 | Londra | 48 306 000    |                                                                               |
| 1912 | Heaton | 16 800 000    |                                                                               |
| 1913 | Londra | 65 497 000    |                                                                               |
| 1914 | Londra | 50 821 000    |                                                                               |
| 1915 | Londra | 47 311 000    |                                                                               |
| 1916 | Londra | 86 411 000    |                                                                               |
| 1917 | Londra | 107 905 000   |                                                                               |
| 1918 | Londra | 84 227 000    |                                                                               |
| 1918 | Heaton | 2 573 000     | Esiste una variante con segno di zecca KN                                     |
| 1919 | Londra | 113 761 000   |                                                                               |
| 1919 | Heaton | 4 526 000     | Esiste una variante con segno di zecca KN                                     |
| 1920 | Londra | 124 693 000   |                                                                               |
| 1921 | Londra | 129 717 999   |                                                                               |
| 1922 | Londra | 16 347 000    | Coniati anche 2 pezzi di prova con il rovescio che sarà poi adottato nel 1927 |
| 1926 | Londra | 4 499 000     | Esiste in versione proof                                                      |
| 1927 | Londra | ?             | Nuovo conio di diritto, esistono solo delle prove                             |
| 1928 | Londra | 50 178 000    | Nuovo ritratto al diritto Esiste in versione proof                            |
| 1929 | Londra | 49 133 000    | Esiste in versione proof                                                      |
| 1930 | Londra | 29 098 000    | Esiste in versione proof                                                      |
| 1931 | Londra | 19 843 000    | Esiste in versione proof                                                      |
| 1932 | Londra | 8 278 000     | Esiste in versione proof                                                      |
| 1933 | Londra | 7             | Si tratta di pezzi di prova, che esistono anche in versione proof             |
| 1934 | Londra | 13 966 000    | Esiste in versione proof                                                      |
| 1935 | Londra | 56 070 000    | Esiste in versione proof                                                      |
| 1936 | Londra | 154 296 000   | Esiste in versione proof                                                      |

### Giorgio VI
| Anno | Zecca  | Pezzi coniati | Note                                                                   |
| ---- | ------ | ------------- | ---------------------------------------------------------------------- |
| 1937 | Londra | 88 896 000    | Coniati anche 4 pezzi di prova Esiste in versione proof (26 000 pezzi) |
| 1938 | Londra | 121 560 000   | Esiste in versione proof                                               |
| 1939 | Londra | 55 560 000    | Esiste in versione proof                                               |
| 1940 | Londra | 42 284 000    | Esiste in versione proof                                               |
| 1944 | Londra | 42 600 000    | Esiste in versione proof                                               |
| 1945 | Londra | 79 531 000    | Esiste in versione proof                                               |
| 1946 | Londra | 66 855 999    | Esiste in versione proof                                               |
| 1947 | Londra | 52 220 000    | Esiste in versione proof                                               |
| 1948 | Londra | 63 961 000    | Esiste in versione proof                                               |
| 1949 | Londra | 14 324 000    | Esiste in versione proof                                               |
| 1950 | Londra | 240 000       | Coniati anche 2 pezzi di prova Esiste in versione proof (18 000 pezzi) |
| 1951 | Londra | 120 000       | Coniati anche 2 pezzi di prova Esiste in versione proof (20 000 pezzi) |
| 1952 | Londra | 1             | Prova                                                                  |

### Elisabetta II
| Anno | Zecca  | Pezzi coniati | Note                                                                   |
| ---- | ------ | ------------- | ---------------------------------------------------------------------- |
| 1953 | Londra | 1 308 000     | Coniati anche 2 pezzi di prova Esiste in versione proof (40 000 pezzi) |
| 1954 | Londra | 1             | Presumibilmente una prova                                              |
| 1961 | Londra | 48 313 000    | Esiste in versione proof                                               |
| 1962 | Londra | 143 309 000   | Esiste in versione proof                                               |
| 1963 | Londra | 125 236 000   | Esiste in versione proof                                               |
| 1964 | Londra | 153 294 000   | Esiste in versione proof                                               |
| 1965 | Londra | 121 310 000   | Esiste in versione proof                                               |
| 1966 | Londra | 165 739 000   | Esiste in versione proof                                               |
| 1967 | Londra | 654 564 000   | Esiste in versione proof                                               |
| 1970 | Londra | 750 000       | Esiste esclusivamente in versione proof                                |